# Медисон Киз
Медисон Киз (енгл. Madison Keys; рођена 17. фебруара 1995) америчка је тенисерка. Најбољи пласман на WTA листи јој је 7. место, што је остварила 10. октобра 2016. У каријери је освојила десет турнира у појединачној конкуренцији. Највећи успех на гренд слемовима јој је победа на Аустралијан опену 2025. Тренира је бивша америчка тенисерка Линдзи Девенпорт.

## Финала гренд слем турнира (2)

### Појединачно (2)
| Исход  | Година | Турнир                 | Противница у финалу | Резултат      |
| Финале | 2017   | Отворено првенство САД | Слоун Стивенс       | 3–6, 0–6      |
| Победа | 2025   | Аустралијан опен       | Арина Сабаленка     | 6–3, 2–6, 7–5 |